# Lydmar Hotel

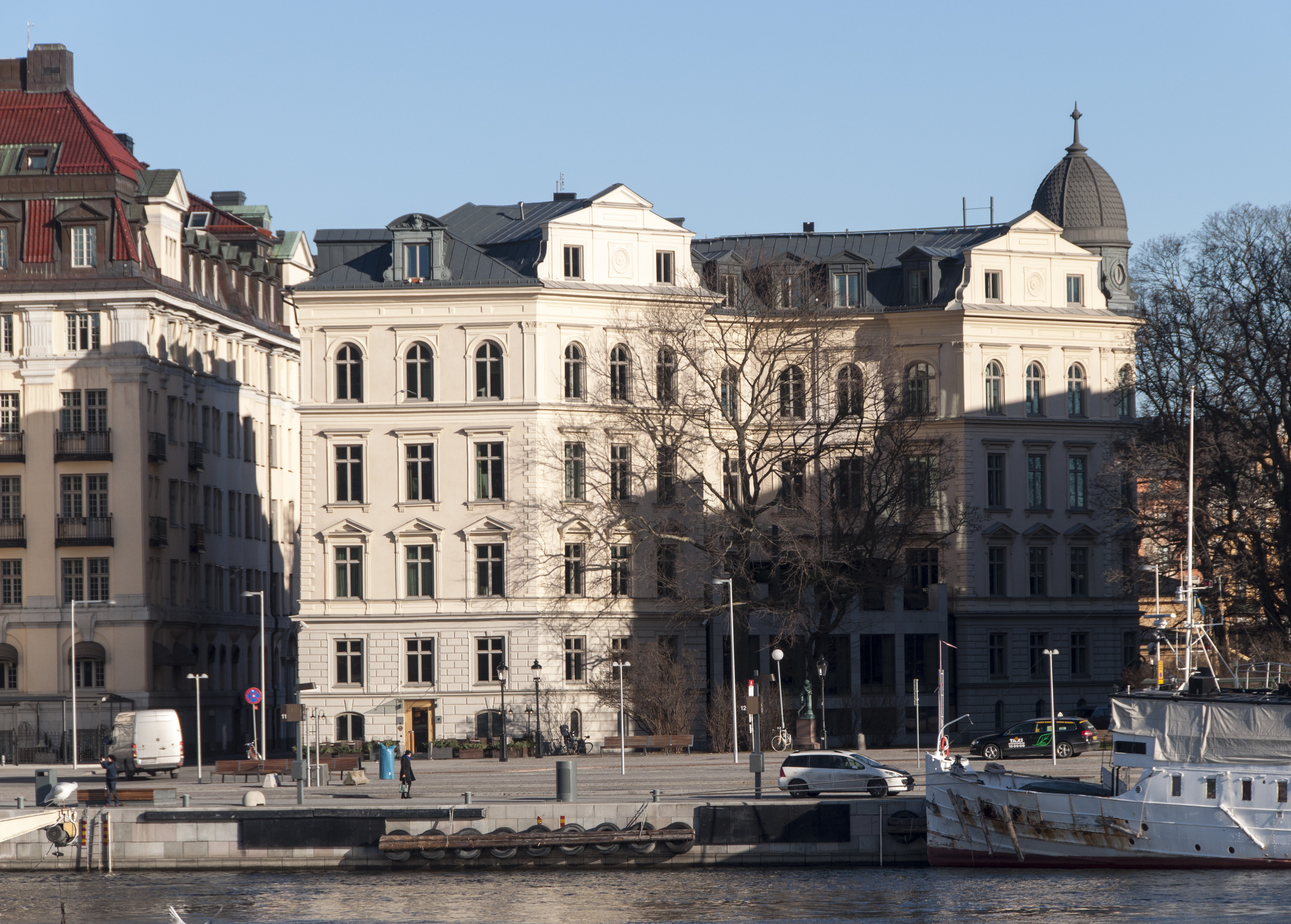
Lydmar Hotel på Blasieholmen

Lydmar Hotel är ett hotell på Södra Blasieholmshamnen 2 på Blasieholmen i Stockholm. Det öppnades ursprungligen 1993 av Pelle Lydmar på Sturegatan invid Stureplan men stängdes 2006 då fastigheten skulle omvandlas till kontor. 2008 öppnade det på nytt på nuvarande adress, mellan Burmanska huset (Grand Hôtel) och Nationalmuseum.

## Sturegatan

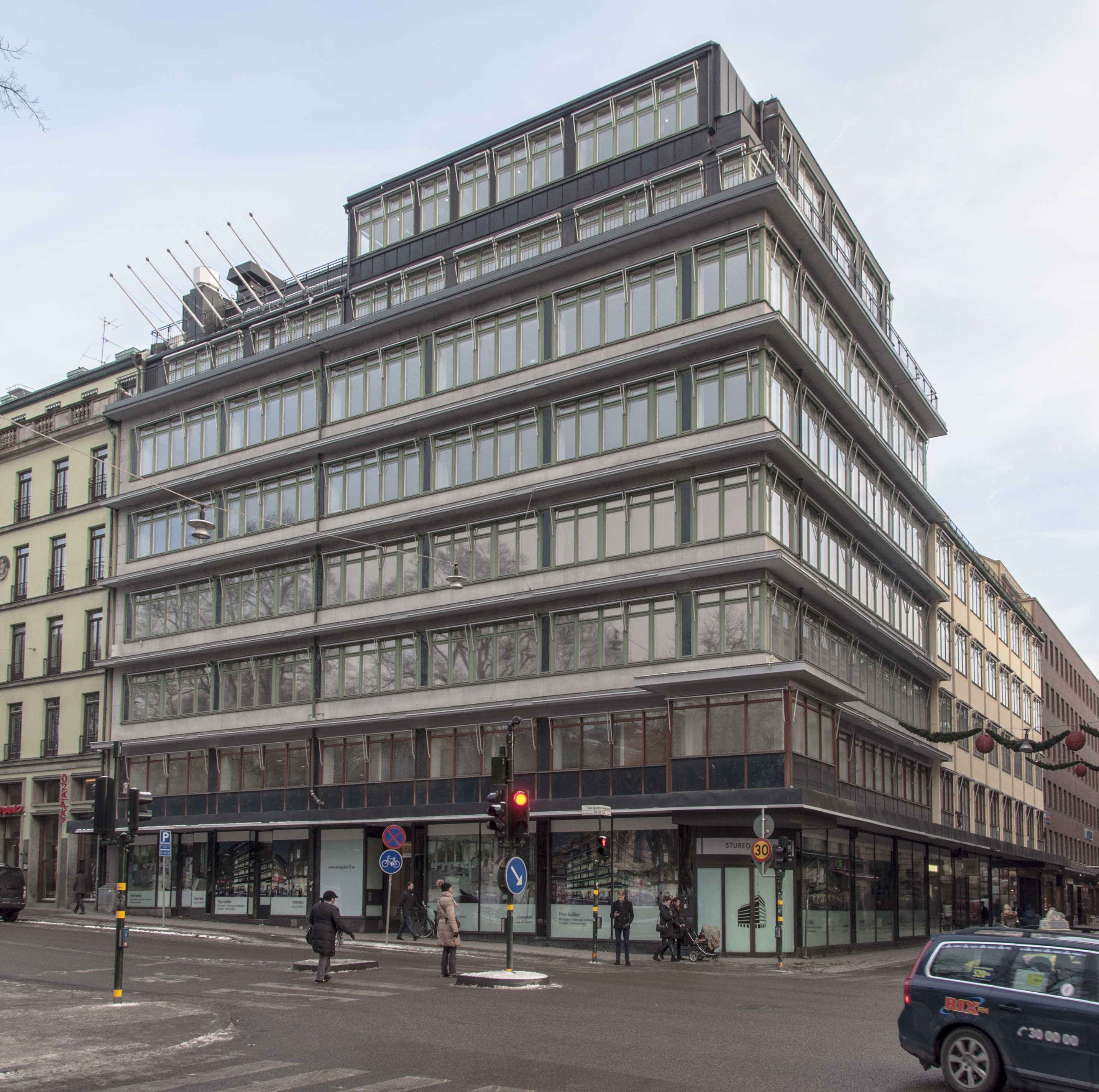
Tidigare hotellbyggnaden på Sturegatan

Hotellet har fått sitt namn efter den tidigare ägaren Pelle Lydmar som 1993 omvandlade Eden Terrace Hotel på Sturegatan 10 invid Stureplan till Stockholms första så kallade designhotell. De 62 hotellrummen dekorerades med konst som bland annat införskaffades vid uppmärksammade konstutställningar på hotellet. Hotellet blev också uppmärksammat för livespelningarna med företrädesvis soul- och r'n'b-artister i hotellobbyn. Dessa var i regel oannonserade och gratis för allmänheten och hotellet blev något av en institution i stadens nöjesliv. Under 2005 uppträdde 650 artister och dj:er på scenen och bakom skivspelarna.Hotellet införlivades 2000 i Ljungberggruppens Tage hotels, men efter att fastighetsägaren velat omvandla lokalerna till kontor stängdes hotellet 2006, trots protester från allmänheten.

## Blasieholmen
2007 tillkännagav Pelle Lydmar att hotellet skulle återuppstå, och den 6 oktober 2008 öppnade man i kvarteret Sillhovet på Blasieholmen. Byggnaden, som även kallas Edelstamska huset efter dess byggherre Carl F. Edelstam, fick sitt nuvarande utseende 1881-1882 i en ombyggnad av byggmästaren Andreas Gustaf Sällström. För ritningarna svarade Axel Kumlien. Mellan 1920 och 1945 inrymde det den Tyska legationen i Stockholm. 46 rum iordningställdes i byggnaden i en renovering som 2009 belönades med ROT-priset av Stockholms Byggmästareförening för bästa ombyggnad, och tilldelades Stockholms handelskammares stadsmiljöpris. Hotellet utmärks av ett eftertraktat läge med utsikt mot Saltsjön och Stockholms slott. Hotellet ställer även ut dokumentärfotografi och erbjuder en musikscen. I juli 2013 såldes hotellet till Grand Hôtel, men kommer även fortsättningsvis att drivas under sitt tidigare namn.